# Anders Henrikson i Heberg
Anders Henrikson i Heberg i riksdagen kallad Henrikson i Heberg, född 16 november 1869 i Årstads socken i Hallands län, död 27 november 1933 i Heberg, Årstads socken i Hallands län, var en svensk politiker. Han satt i riksdagen för Lantmannapartiet 1909–1911, samt för Lantmanna- och borgarepartiet 1912–1920 och 1922–1929. 
Henrikson var utöver riksdagsarbetet även landstingsman mellan 1908 och 1930, han satt även i styrelsen för flera företag och organisationer, bland annat Katrinebergs folkhögskola (1926–1933). I riksdagsarbetet var han bland annat aktiv i jordbruksfrågor och handelsrättsliga frågor.